# Ýokary Liga
La Türkmenistanyň Ýokary Ligasy (per esteso in turkmeno Ýokary liga futbol klublarynyň arasyndaky futbol boýunça Türkmenistanyň çempionaty), nota come Ýokary Liga, è la massima divisione del campionato turkmeno di calcio. Fu istituita nel 1992.

## Formato
Il campionato si svolge su anno solare, solitamente da maggio a dicembre, e comprende 9 squadre partecipanti che si affrontano in un girone all'italiana con partite di andata, ritorno, andata e ritorno, per un totale di 32 giornate. La squadra prima in classifica è incoronata campione del Turkmenistan e si qualifica per la AFC Champions League, mentre la seconda è qualificata alla Coppa dell'AFC.
Fino al 2020 era in vigore un sistema di promozioni e retrocessioni con la seconda serie nazionale, la Birinji Ligasy, attraverso una retrocessione diretta dell'ultima classificata. A seguito della pandemia di Covid-19, tuttavia, il campionato cadetto non è ripreso con regolarità e non sono previste retrocessioni.

## Storia
Durante il periodo in cui il Turkmenistan era parte dell'Unione Sovietica, si svolgeva un campionato regionale della Repubblica Sovietica del Turkmenistan, con nessuna squadra a rappresentarla a livello nazionale.
In seguito alla dissoluzione dell'Unione Sovietica il Turkmenistan, come tutte le altre precedenti repubbliche sovietiche, diede vita al proprio campionato nazionale indipendente.
Il primo campionato ha avuto luogo nel 1992 e fu vinto dal Köpetdag Aşgabat, campione delle prime quattro edizioni. La prima squadra capace di rompere il dominio del Köpetdag è stato il Nisa Aşgabat, campione del Turkmenistan nel 1996; le due squadre della capitale si divideranno i titoli fino al 2002.
Gli anni 2010 sono dominati dall'Altyn Asyr, capace di vincere 8 campionati consecutivi dal 2014 al 2021.

## Squadre
Stagione 2024.
| Squadra          | Locazione   |
| ---------------- | ----------- |
| Ahal             | Abadan      |
| Altyn Asyr       | Aşgabat     |
| Arkadag          | Arkadag     |
| Aşgabat          | Aşgabat     |
| Energetik        | Mary        |
| Köpetdag Aşgabat | Aşgabat     |
| Merw             | Mary        |
| Nebitçi          | Balkanabat  |
| Şagadam          | Türkmenbaşy |

## Albo d'oro
- 1992:  Köpetdag Aşgabat (1º)
- 1993:  Köpetdag Aşgabat (2º)
- 1994:  Köpetdag Aşgabat (3º)
- 1995:  Köpetdag Aşgabat (4º)
- 1996:  Nisa Aşgabat (1º)
- 1997-1998:  Köpetdag Aşgabat (5º)
- 1998-1999:  Nisa Aşgabat (2º)
- 2000:  Köpetdag Aşgabat (6º)
- 2001:  Nisa Aşgabat (3º)
- 2002:   Şagadam (1º)
- 2003:  Nisa Aşgabat (4º)
- 2004:  Balkan (1º)
- 2005:  HTTU Aşgabat (1º)
- 2006:  HTTU Aşgabat (2º)
- 2007:  Aşgabat (1º)
- 2008:  Aşgabat (2º)
- 2009:  HTTU Aşgabat (3º)
- 2010:  Balkan (2º)
- 2011:  Balkan (3º)
- 2012:  Balkan (4º)
- 2013:  HTTU Aşgabat (4º)
- 2014:  Altyn Asyr (1º)
- 2015:  Altyn Asyr (2º)
- 2016:  Altyn Asyr (3º)
- 2017:  Altyn Asyr (4º)
- 2018:  Altyn Asyr (5º)
- 2019:  Altyn Asyr (6º)
- 2020:  Altyn Asyr (7º)
- 2021:  Altyn Asyr (8º)
- 2022:  Ahal (1º)
- 2023:  Arkadag (1º)
- 2024:  Arkadag (2º)

| Stagione | Campione         | Secondo          | Capocannoniere                                               | Capocannoniere       | Capocannoniere |
| -------- | ---------------- | ---------------- | ------------------------------------------------------------ | -------------------- | -------------- |
| 1992     | Köpetdag Aşgabat | Balkan           | Sergei Kazankow                                              | Ahal                 | 41 reti        |
| 1993     | Köpetdag Aşgabat | Balkan           | Berdimyrat Nurmyradow                                        | Köpetdag Aşgabat     | 25 reti        |
| 1994     | Köpetdag Aşgabat | Nisa Aşgabat     | Berdimyrat Nurmyradow                                        | Köpetdag Aşgabat     | 13 reti        |
| 1995     | Köpetdag Aşgabat | Nisa Aşgabat     | Rejepmyrat Agabaýew                                          | Nisa Aşgabat         | 41 reti        |
| 1996     | Nisa Aşgabat     | Köpetdag Aşgabat | Rejepmyrat Agabaýew                                          | Nisa Aşgabat         | 28 reti        |
| 1997     | non disputato    | non disputato    | -                                                            | -                    | -              |
| 1998     | Köpetdag Aşgabat | Nisa Aşgabat     | Rejepmyrat Agabaýew                                          | Nisa Aşgabat         | 28 reti        |
| 1999     | Nisa Aşgabat     | Köpetdag Aşgabat | Rejepmyrat Agabaýew Didargylyç Orazow Şarafutdin Jumanyýazow | Nisa Aşgabat Dasoguz | 16 reti        |
| 2000     | Köpetdag Aşgabat | Balkan           | Amandurdy Annadurdyýew                                       | Köpetdag Aşgabat     | 13 reti        |
| 2001     | Nisa Aşgabat     | Köpetdag Aşgabat | Didargylyç Urazow                                            | Nisa Aşgabat         | 32 reti        |
| 2002     | Şagadam          | Nisa Aşgabat     | Rustam Sadykow                                               | Şagadam              | 20 reti        |
| 2003     | Nisa Aşgabat     | Balkan           | Daýançgylyç Urazow                                           | Nisa Aşgabat         | 21 reti        |
| 2004     | Balkan           | Nisa Aşgabat     | Berdi Şamyradow                                              | HTTU Aşgabat         | 19 reti        |
| 2005     | HTTU Aşgabat     | Gazçy Gazojak    | Berdi Şamyradow                                              | HTTU Aşgabat         | 30 reti        |
| 2006     | HTTU Aşgabat     | Balkan           | Hamza Allamow                                                | Dasoguz              | 22 reti        |
| 2007     | Aşgabat          | HTTU Aşgabat     | Berdi Şamyradow                                              | HTTU Aşgabat         | 16 reti        |
| 2008     | Aşgabat          | HTTU Aşgabat     | Mämmedaly Garadanow Berdi Şamyradow                          | HTTU Aşgabat         | 12 reti        |
| 2009     | HTTU Aşgabat     | Balkan           | Berdi Şamyradow                                              | HTTU Aşgabat         | 18 reti        |
| 2010     | Balkan           | Altyn Asyr       | Berdi Şamyradow                                              | HTTU Aşgabat         | 11 reti        |
| 2011     | Balkan           | HTTU Aşgabat     | Mämmedaly Garadanow                                          | HTTU Aşgabat         | 24 reti        |
| 2012     | Balkan           | Merw             | Aleksandr Boliyan                                            | HTTU Aşgabat         | 23 reti        |
| 2013     | HTTU Aşgabat     | Balkan           | Mämmedaly Garadanow                                          | Balkan               | 26 reti        |
| 2014     | Altyn Asyr       | Ahal             | Mämmedaly Garadanow                                          | Şagadam              | 28 reti        |
| 2015     | Altyn Asyr       | Balkan           | Myrat Ýagşyýew                                               | Balkan               | 31 reti        |
| 2016     | Altyn Asyr       | Balkan           | Süleýman Muhadow                                             | Altyn Asyr           | 30 reti        |
| 2017     | Altyn Asyr       | Ahal             | Myrat Ýagşyýew                                               | Altyn Asyr           | 28 reti        |
| 2018     | Altyn Asyr       | Ahal             | Altymyrat Annadurdyýew                                       | Altyn Asyr           | 19 reti        |
| 2019     | Altyn Asyr       | Ahal             | Didar Durdyýew                                               | Ahal                 | 19 reti        |
| 2020     | Altyn Asyr       | Ahal             | Altymyrat Annadurdyýew                                       | Altyn Asyr           | 35 reti        |
| 2021     | Altyn Asyr       | Ahal             | Elman Tagaýew                                                | Ahal                 | 10 reti        |
| 2022     | Ahal             | Altyn Asyr       | Didar Durdyýew                                               | Ahal                 | 27 reti        |
| 2023     | Arkadag          | Altyn Asyr       | Didar Durdyýew                                               | Arkadag              | 27 reti        |
| 2024     | Arkadag          | Ahal             | Didar Durdyýew                                               | Arkadag              | 30 reti        |

## Vittorie per squadra
| Club                  | Vittorie | Secondi posti | Stagioni                                       |
| --------------------- | -------- | ------------- | ---------------------------------------------- |
| Altyn Asyr            | 8        | 3             | 2014, 2015, 2016, 2017, 2018, 2019, 2020, 2021 |
| Kopetdag Asgabat      | 6        | 3             | 1992, 1993, 1994, 1995, 1997-98, 2000          |
| Nebitçi               | 4        | 9             | 2004, 2010, 2011, 2012                         |
| Nisa Asgabat          | 4        | 5             | 1996, 1998-99, 2001, 2003                      |
| HTTU Asgabat          | 4        | 3             | 2005, 2006, 2009, 2013                         |
| Arkadag               | 2        | -             | 2023, 2024                                     |
| Asgabat               | 2        | -             | 2007, 2008                                     |
| Ahal                  | 1        | 7             | 2022                                           |
| Shagadam Turkmenbashy | 1        | -             | 2002                                           |
| Gazcy Gazojak         | -        | 1             |                                                |
| Merw                  | -        | 1             |                                                |